# Stocksdorf (Elsteraue)

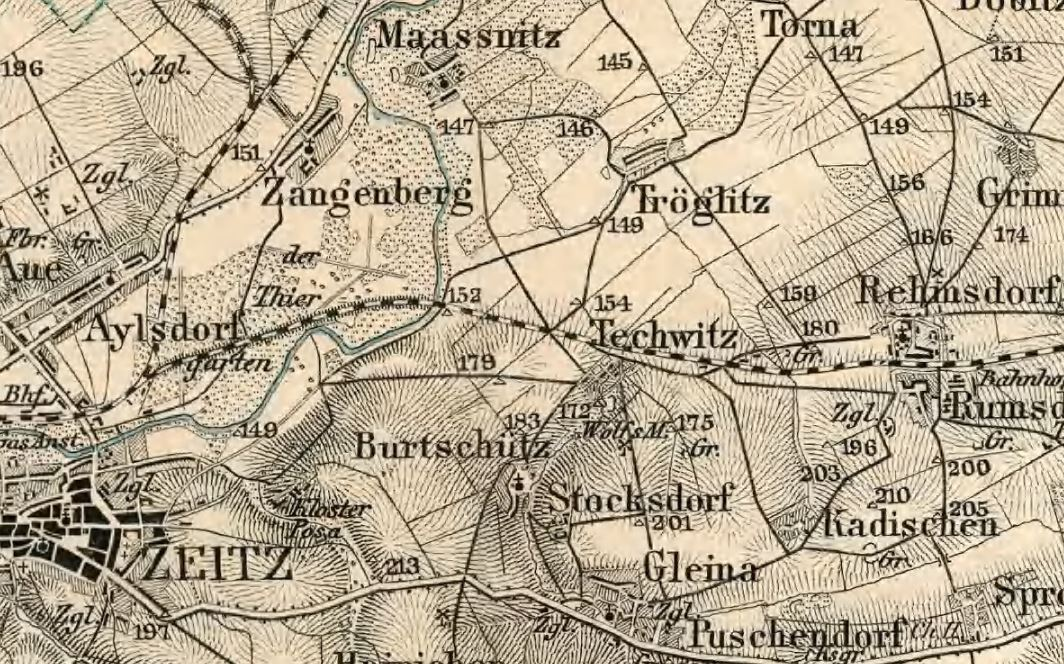
Ortslage von Stocksdorf bei Zeitz um 1893

Stocksdorf ist ein Ortsteil von Tröglitz innerhalb der Gemeinde Elsteraue im Burgenlandkreis in Sachsen-Anhalt.

## Geschichte
Die Ortschaft entstand um 1580 und verfügte im Jahr 1583 über vier Hofstellen. Diese gehörten ursprünglich zum 7 km entfernten Rittergut Würchwitz, das – wie die meisten seiner Nachbargüter – kaum Wiesenflächen zum Weiden der Rinder und Schafe besaß. Stocksdorf hatte kein eigenes Gotteshaus. Eingepfarrt war die Siedlung im rund 800 m entfernten Kirchdorf Gleina.
Weltlich unterstand Stocksdorf dem Amt Zeitz, bevor es 1818 mit sechs Hofstellen und 30 Einwohnern dem neu gebildeten Landkreis Zeitz zugeteilt wurde. Im Jahr 1871 verfügte der Ort über vier Gehöfte und 23 Einwohner. Diese Anzahl blieb über 60 Jahre nahezu konstant. 1933 verzeichnete der rein landwirtschaftlich geprägte Ort 19 Bewohner.
Zum 1. April 1939 wurde Stocksdorf in die Gemeinde Gleina eingegliedert. Mit Wirksamkeit zum 20. Juli 1950 folgte der Zusammenschluss der Orte Gleina und Tröglitz zur Gemeinde Tröglitz. Im Zuge der Kollektivierung der Landwirtschaft in der DDR wurden auch die Stocksdorfer Bauern enteignet und zur Bildung einer LPG gezwungen. In der Folgezeit entstanden neben den vorhandenen Höfen große Stallanlagen zur Tierproduktion (Schweinezucht), Güllebecken und Lagerhallen, die bis 1994 genutzt wurden.

## Gegenwart
Die Gemeinde Tröglitz schloss sich mit ihren Ortsteilen zum 1. Juni 2003 mit der Gemeinde Elsteraue zusammen. Im Tröglitzer Ortsteil Stocksdorf entstand ab dem Jahr 2015 ein Solarpark, der eine Fläche von rund drei Hektar umfasst und Strom für den Chemie- und Industriepark Zeitz liefert. Ein Teil der alten Stocksdorfer Höfe und Wohnbebauung steht unter Denkmalschutz.